# Valentin Damour
Valentin Damour (ur. 28 grudnia 1999) – francuski zapaśnik, reprezentujący Reunion, walczący w stylu wolnym. Zajął piętnaste miejsce na mistrzostwach Europy w 2020. Czwarty na igrzyskach śródziemnomorskich w 2022. Złoty medalista igrzysk Wysp Oceanu Indyjskiego w 2023. Mistrz Francji w 2022 roku.